# Scandalo del mensalão
Scandalo del mensalão è un evento che ha causato nel giugno del 2005 una crisi politica nel governo del Brasile guidato dal presidente Lula da Silva.

## Storia
Il nome mensalão (sostantivo aumentativo della parola portoghese mensal che significa "mensile") si riferisce a un corrispettivo mensile di denaro che, secondo quanto affermato in una intervista al quotidiano Folha de São Paulo dal deputato del Partito laburista Roberto Jefferson, alleato del governo Lula, sarebbe stato corrisposto in maniera occulta a membri del Congresso nazionale.
Dello scandalo del mensalão la stampa brasiliana aveva parlato già indirettamente nell'autunno del 2004 in una serie di reportage tesi a mettere in luce presunte irregolarità amministrative nel finanziamento del presidente Lula. Tali inchieste avevano lasciato intravedere quanto sarebbe poi emerso nella successiva vicenda dei  compensi per il voto.
Secondo le accuse che vengono mosse al governo brasiliano, sarebbero stati corrisposti ad alcuni deputati  compensi mensili (pare intorno ai 12 000 dollari al mese) perché venissero votati progetti che stavano particolarmente a cuore all'esecutivo.
Secondo Jefferson, il partito di Lula - il PT (Partito dei lavoratori) - avrebbe finanziato illegalmente le campagne elettorali del 2002 e del 2003 usando fondi provenienti da depositi bancari privati.
Nel mese di agosto 2005 il presidente Lula ha tenuto un discorso televisivo alla nazione chiedendo scusa alla popolazione per lo scandalo che ha colpito il suo governo.